# A.J. Styles & Tomko
A.J. Styles &  Tomko son ex-tag team socios en Total Nonstop Action Wrestling (TNA) que formaban parte de dos facciones juntas, Christian's Coalition y The Angle Alliance.
Además de estar involucrado en muchos juegos de titulares debido a sus asociaciones con Christian luchador cristiano o Ángulo de Kurt, Styles y Tomko son notables en la historia por su carrera como TNA World Tag Team Championship . Se detuvo en 184 días, fue durante tres años como la carrera más larga en la historia de ese campeonato, y la segunda más larga de todas las carreras por títulos (solo para America's Most Wanted 's 250 - el sexto reinado con el Campeonato Mundial en Parejas de NWA mientras TNA todavía usaba ese título) en la historia de la compañía, hasta que Beer Money, Inc., en medio de su cuarto reinado, empujó devuelve un lugar en ambas categorías el 13 de julio de 2011.

## Historia
A principios de 2007, después de la llegada reciente de Tomko repitiendo su rol de WWE como ejecutor de Christian Cage, resultó en que Christian recuperara el Campeonato Mundial Peso Pesado de NWA, Christian expandiría su liderazgo a una coalición completa  coalition para hacer cumplir su reinado Mientras que Scott Steiner se incorporaría oficialmente como el «consultor» de Cage, recientemente se convirtió en el villano A.J. Styles se alinearían con Christian en ocasiones. Styles y Tomko, sin embargo, aún no interactuarían, ya que las apariciones de Styles junto a Christian llegaron sin la presencia de Tomko.
Inmediatamente después de Destination X, el director de la TNA Jim Cornette informó al campeón Christian y Kurt Angle que cada uno de ellos estaría capitaneando equipos de cinco hombres para competir en un Bloqueo letal en el próximo pago por evento Lockdown. En las próximas semanas, Christian's Coalition, que se había dividido un poco por Destination X, se formó oficialmente por segunda vez en tantos meses bajo el nombre Team Cage, también incluye a  Abyss y Steiner junto con Styles y Tomko (este último cuya unión finalmente unió al dúo), mientras que Team Angle pasó a consistir en cuatro rivales recientes de los miembros de Team Cage (ángulo incluido) y Jeff Jarrett. En el partido en sí, Team Angle ganó cuando Jarrett golpeó a Abyss con una guitarra cargada con tachuelas y dejó que Sting hiciera el pin para convertirse en el contendiente número uno del título de Cage. A partir de ahí, el colectivo traicionaría y destruiría sistemáticamente a Abyss, y eventualmente los problemas de confianza de Scott Steiner y Tomko provocarían que Steiner se marchara al equipo  The Brothers  Rick, todo lo cual de hecho solo dejó a Styles y Tomko para seguir juntos detrás de Cage como Christian's Coalition
La tensión se desarrollaría entre Styles, Tomko y Cage en el King of the Mountain match en  Slammiversary, en el que los tres hombres se clasificaron. El 31 de mayo de 2007, Styles originalmente había sido programado para enfrentar a Jeff Jarrett en un partido de clasificación, pero como Jarrett no podía aparecer debido a la muerte de su esposa, Tomko fue puesto en su lugar. Después de que Styles derrotara a Tomko gracias a la interferencia «chapucera» de Christian Cage, Tomko necesitaba convencer a Cage para que permaneciera a bordo. En el episodio del 14 de junio de 2007 de Impact , Styles y Tomko mostraron que una vez más eran un frente unido, lo que ayudó a Cage a derrotar a Abyss por  descalificación para entrar en King of the Mountain después de que Abyss lo golpeó con una  Silla de acero. El grupo salió con las manos vacías en Slammiversary. Styles y Tomko, cuya enemistad con Sting y Abyss estuvo menos conectada con Cage de lo habitual durante un tiempo, perdería ante los vengadores en  Victory Road.
Después de ser atacado por  Judas Mesias y la Robert Roode asistieron a la Coalición, Sting y Abyss vencieron a Styles y Cage para asegurar un contrato para un combate Abyss vs. Christian en  Hard Justice 2007 con la ayuda del debut de TNA de «The Punisher» Andrew Martin para contrarrestar el rol de Enforcer de la Coalición de Tomko. ¡Sobre el  Impact!  Antes de Hard Justice, Jim Cornette anunció que la Coalición Christian enfrentaría a Abyss, Sting y Andrew Martin en un combate de la Cámara de Sangre del Día del Juicio Final, un combate de jaula de alambre de púas en el que una persona solo podría ser atrapada una vez que estaban sangrando, en Hard Justice en la que el luchador que anota el pinfall para su lucha en parejas recibiría la siguiente oportunidad por el título en el Campeonato Mundial Peso Pesado de NWA. Styles y Tomko acompañaron a Christian en su pelea con Samoa Joe sobre quién era el «verdadero campeón mundial de peso pesado».
En TNA Final Resolution 2008, AJ Styles lucha con Tomko en una pelea entre Samoa Joe y Kevin Nash. AJ Styles y Tomko ganan después que Tonko le aplicará un Tornado Plex a Samoa Joe y más tarde en esa misma noche, en el Maint Event de ese mismo evento, Styles ataca a Christian Cage y así el rival de Cage, Kurt Angle ganó la lucha. En la siguiente semana se esconde de Christian
luego más tarde esa noche Kurt Angle corona a AJ Styles como «Príncipe AJ Styles» luego salen Christian Cage y Samoa Joe y quieren luchar contra AJ pero Jim Cornette entra y les dice que en la próxima seamana lucharan los tres.en la siguiente semana AJ lucha contra Christian Cage y Samoa Joe AJ hace descalificar a Samoa Joe haciéndole creer que uso una silla de acero contra ellos dos pero AJ pierde la lucha después que Christan le aplica un Uprettier. En la siguiente semana defiende sus títulos contra Motor City Machine Guns y Team 3D pero mientras luchan AJ accidentalmente ataca a Karen y deja a Tomko luchando solo después de la lucha AJ le pide disculpas a Tomko pero este lo empuja y lo critica. En el 31 de enero Jim Cornette nombra a AJ como especial referee en la lucha de Tomko vs. Angle al final gana Tomko luego aparece Karen y está muy enojada con AJ.
En Bound for Glory IV fue derrotado por Booker T, en una lucha en que también participó Christian Cage. La semana siguiente formó junto a otros jóvenes talentos de TNA una facción para enfrentarse a The Main Event Mafia, entrando en un feudo con Sting, perdiendo ante él en Turning Point en una pelea por el Campeonato Mundial Peso Pesado de la TNA.
En la edición del 17 de diciembre de 2009 de  Impact!, El recientemente reinante Campeonato Mundial Peso Pesado Styles y Tomko se unieron con Angle, Bobby Lashley, y Abyss, y vinieron victorioso en un combate por equipo de 10 hombres - el partido de regreso oficial de Tomko con TNA después de más de un año de distancia - cuando Styles cubrió a  Brutus Magnus de The British Invasion Esta alianza suelta no duraría, sin embargo, ya que Tomko más tarde se reveló como el hombre enmascarado en asalto negro A.J. durante meses después de  Bound for Glory. Lo hizo para marcar la atención de su excompañero y una oportunidad por el título, que ganó con éxito, pero perdió.

## Campeonatos y logros
- Total Nonstop Action Wrestling
  - TNA World Tag Team Championship (1 vez)
  - Gauntlet for the Gold (2007)